# Dasypoda rudis
Dasypoda rudis är en biart som beskrevs av Johannes von Nepomuk Franz Xaver Gistel 1857. Dasypoda rudis ingår i släktet byxbin, och familjen sommarbin. Inga underarter finns listade i Catalogue of Life.